# 덕천초등학교 (부산)
덕천초등학교(德川初等學校)는 대한민국 부산광역시 북구에 있는 공립 초등학교이다.

## 학교 연혁
- 1946년 ~ 1974년: 구명국민학교
- 1979년 12월 31일: 덕천국민학교 설립인가
- 1980년 5월 6일: 개교기념

## 참고 자료
- 덕천초등학교 - 한국교육학술정보원 학교알리미

## 같이 보기
- 덕천초등학교 축구단